# Josef Keck
Josef Keck (* 8. August 1950 in Bad Oberdorf; † 11. Mai 2010) war ein deutscher Biathlet.
Josef Keck feierte seinen größten Erfolg, als er bei den Olympischen Winterspielen 1976 in Innsbruck an der Seite von Heinrich Mehringer, Gerhard Winkler und Claus Gehrke im Staffelwettbewerb auf den vierten Rang hinter die Sowjetunion, Finnland und die DDR lief und Bronze nur um 3,15 Sekunden verpasste. Bis zu Kecks Schießeinlage lag die Auswahl der BRD noch aussichtsreich im Rennen, doch verfehlte er als dritter Starter drei der fünf Ziele und musste drei Strafrunden laufen, was einen Zeitverlust von 150 Sekunden bedeutete. 1974 und 1975 gewann er den Titel des Deutschen Meisters über 20 Kilometer, 1974 zudem den ersten Titel eines Deutschen Meisters im Sprint. Nach seiner aktiven Sportkarriere arbeitete Keck beim Zoll und wurde dort Zolloberamtsrat. Zuletzt war er Teamleiter beim Zoll Ski Team.